# Институт биофизики и клеточной инженерии НАН Беларуси
Государственное научное учреждение «Институт биофизики и клеточной инженерии Национальной академии наук Беларуси» было создано в 1973 году.

## История института[источникне указан 846 дней]
В 1957 году из Института биологии в качестве самостоятельного научно-исследовательского подразделения с подчинением Президиуму АН БССР выделилась лаборатория биофизики и изотопов АН БССР. Возглавил лабораторию профессор Александр Аркадьевич Шлык.
В 1973 году на базе лаборатории биофизики и изотопов создан Институт фотобиологии, возглавляемый академиком Александром Аркадиевичем Шлыком.
В 2004 г. в связи со сменой основных направлений деятельности учреждение было переименовано в Институт биофизики и клеточной инженерии НАН Беларуси.
С 2005 г. при Институте функционирует филиал кафедры биофизики физического факультета Белорусского государственного факультета — кафедра биофизики и клеточной биологии.
В 2014 г. в составе Института создан Республиканский научно-медицинский центр «Клеточные технологии», а в 2021 г. — Центр иммунологии и аллергологии и Центр экспериментальной и прикладной вирусологии.

## Направления научной деятельности
В соответствии с уставом, основными направлениями научной деятельности Института являются:
- молекулярная и клеточная биофизика,
- клеточные технологии и клеточная инженерия,
- иммунология и аллергология,
- вирусология,
- нанобиология,
- структурная биоинформатика.

## Структура института
В составе Институте 7 структурных подразделений:
- Лаборатория биофизики и биохимии растительной клетки (руководитель — канд. биол. наук Кабачевская Елена Михайловна)
- Лаборатория иммунологии и вирусологии (руководитель — канд. биол. наук Дуж Елена Васильевна)
- Лаборатория медицинской биофизики (руководитель — канд. биол. наук, доц. Шамова Екатерина Вячеславовна)
- Лаборатория молекулярной биологии клетки (руководитель — канд. биол. наук Полешко Анна Григорьевна)
- Лаборатория нанобиотехнологий (руководитель — канд. биол. наук Абашкин Виктор Михайлович)
- Лаборатория прикладной биофизики и биохимии (руководитель — член-корр. НАН Беларуси, д-р биол. наук Кабашникова Людмила Федоровна)
- Сектор молекулярного моделирования и биоинформатики (руководитель — д-р биол. наук, доц. Вересов Валерий Гавриилович)
- Отделение клеточной терапии.

Отделение клеточной терапии имеет лицензию на медицинскую деятельность по разным направлениям, что дает Институту возможность осуществлять полный цикл клеточной терапии от разработки клеточных продуктов до их производства и клинического применения на собственной базе.

## Основные результаты научных исследований (с 1973 г.)

### Фундаментальные
- Получены новые знания о строении системы биосинтеза хлорофилла, создана ее молекулярно-мембранная модель, установлена природа ферментов, осуществляющих биосинтетические реакции, и выяснены механизмы регуляции их активности. Предложены новые подходы по использованию предшественников и продуктов растительных тетрапирролов в сельском хозяйстве;
- Предложена новая модель структурной организации биологической мембраны — твердо-каркасно-жидко-мозаичная и обоснованы представления о напряженных метастабильных состояниях мембран в живой клетке;
- Установлено, что индуцируемый физико-химическими факторами окислительный стресс в клетках крови человека, сопровождается сложными структурными и функциональными перестройками их мембран и ингибированием активности ряда мембраносвязанных ферментов, что лежит в основе патогенеза таких заболеваний человека как ишемическая болезнь сердца, миелодиспластический синдром, апластические анемии, а также патологий беременности;
- На основе белорусских сортов картофеля получены трансгенные линии с генами антимикробных пептидов с повышенной устойчивостью к фитофторозу;
- Разработана концепция взаимодействия между световыми и гормональными сигнальными каскадами в растительной клетке с участием циклического гуанозинмонофосфата как узлового элемента данного взаимодействия при физиологических условиях и в условиях абиотического стресса;
- Обнаружен индуцированный действием 5-аминолевулиновой кислоты синтез важнейших природных антиоксидантов антоцианов в растениях озимого рапса, что создает перспективы их использования в качестве нового альтернативного сырьевого источника антоцианов для нужд пищевой и фармакологической отраслей промышленности;
- Предложен способ генной терапии злокачественных клеток на основе дендримеров и смесей (коктейлей) миРНК, который станет основой разработки новых методов лечения злокачественных новообразований;
- Осуществлено структурное компьютерное моделирование проапоптотического и антиапоптотического действия белков семейства Bcl-2, опосредованного митохондриальными рецепторами VDAC2, TOM40, TOM20, TOM22, TOM70 и выявлены механизмы антиапоптотического действия белков семейства Bcl-2;
- Научно обоснован метод тестирования фитопатогенного заражения ярового ячменя Bipolaris sorokinianа (Sacc.) Shoem. с использованием показателей окислительного стресса, что существенно упрощает процедуру диагностики заболевания;
- Научно обосновано использование β-аминомасляной, салициловой кислоты и ее производных, β-1,3-глюкана в качестве иммуномодулирующих агентов, индуцирующих комплекс защитных реакций в растительных клетках, включая активацию салицилатного сигнального пути, и повышающих устойчивость растений овощных, зерновых и технических культур к фитопатогенам.
- Комплексно исследовано состояние системы иммунитета пациентов с пневмонией, вызванной вирусом SARS-CoV-2. На основании анализа более 100 показателей установлены основные закономерности функционирования иммунной системы, отмечена гиперактивация миелоидного звена иммунитета, анергия и истощение Т-клеток; выявлены предикторы неблагоприятного исхода коронавирусной инфекции[11].
- Изучена динамика состояния специфического гуморального и клеточного иммунитета у пациентов после перенесенной внебольничной пневмонии, вызванной вирусом SARS-CoV-2 для прогнозирования продолжительности иммунной защиты ;
- Разработан и стандартизирован высокоэффективный метод генерации in vitro индуцированных плюрипотентных стволовых клеток из унипотентных и мультипотентных соматических клеток человека[12];
- С использованием системы редактирования CRISPR/Cas9 была проведена генетическая модификация мезенхимальных стволовых клеток (МСК) человека с целью изучения возможности генетической терапии;
- Разработка методов генетической модификации дендритных клеток при помощи лентивирусных векторов, кодирующих опухолеспецифические антигены.
- Экспериментально разработаны наночастицы на основе графена, оксида железа, серебра и салициловой кислоты, а также амфифильные дендроны, способные проявлять антиоксидантную активность и противоопухолевое действие в комплексе с противоопухолевыми препаратами или миРНК на злокачественные клетки in vitro.

### Прикладные
- Разработаны липосомальные формы лекарственных субстанций: рифампицина, бутаминофена, биена и триазавирина;

- Разработаны новые инкрустирующие составы и иммуностимулирующие препараты на основе 5-аминолевулиновой кислоты, β-аминомасляной, салициловой кислоты и ее производных, β-1,3-глюкана для повышения устойчивости растений овощных, зерновых и технических культур к фитопатогенам и устойчивости к действию экстремальных факторов среды;

- Разработаны технологии получения биологически активных добавок и сырья для производства лекарственных средств на основе микроводорослей спирулины и хлореллы[13][14];

- Разработана технология очистки и обеззараживания питьевой бутиллированной воды методом озонирования[15];
- Разработаны технологии производства и контроля качества 19 новых биомедицинских клеточных продуктов на основе стволовых и дифференцированных клеток для применения в клеточной терапии: мезенхимальные стволовые клетки (МСК) костного мозга, жировой ткани, обонятельной выстилки, плаценты; МСК, преддифференцированные в остеогенном, хондрогенном и эндометриально-децидуальном направлении, внеклеточные везикулы, полученные из МСК; фоликулярные и лимбальные стволовые клетки, клетки пигментного эпителия сетчатки глаза, фибробласты и кератиноциты, паратироциты; моноцитарные дендритные клетки, толерогенные дендритные клетки, регуляторные Т-лимфоциты, цитокин-индуцированные киллерные клетки, естественные киллерные клетки.
- Зарегистрировано 7 биомедицинских клеточных продуктов разработки Института[16]:
  - клетки дендритные моноцитарные,
  - мезенхимальные стволовые клетки,
  - фибробласты кожи человека,
  - тканевой эквивалент кожи,
  - лимбальные эпителиальные стволовые клетки
  - клетки мезенхимальные стволовые, индуцированные к дифференцировке в остеогенном направлении,
  - клетки мезенхимальные стволовые пулированные.
- Совместно с ГУ «Республиканский научно-практический центр эпидемиологии и микробиологии» разработан прототип вакцины против COVID-19, в доклинических исследованиях показана ее безопасность и эффективность[17];
- Выполнен ряд разработок, направленных на преодоление негативных последствий пандемии коронавирусной инфекции COVID-19: метод лечения внебольничных пневмоний, вызванных вирусом SARS-CoV-2 с помощью аллогенных мезенхимальных стволовых клеток[18]; метод определения содержания в периферической крови Т-клеток, специфичных к вирусу SARS-CoV-2[19]; метод определения предикторов развития тяжелой формы инфекции, вызванной SARS-CoV-2;
- Совместно с организациями Министерства здравоохранения Республики Беларусь разработано 16 инструкций, в которых изложены методы клеточной иммунотерапии онкозаболеваний (рак поджелудочной железы[20], рак мочевого пузыря[21]) и аутоиммунного заболевания системная красная волчанка[22]; на методы регенеративной медицины (лечение ожогов, длительно незаживающих ран, трофических язв, рубцовых дефектов кожи, недержания мочи у женщин и мужчин, кератитов и дистрофий роговицы глаза, рецессии десны, хронического периодонтита, внутриматочных синехий, синдрома Ашермана, послеоперационного рубца матки[21]);
- Разработаны и внедрены в практическую деятельность методы ммунологической и аллергологический лабораторной диагностики, в том числе, определение содержания циркулирующих опухолевых и раковых стволовых клеток в периферической крови у пациентов[23], диагностика лекарственной и пыльцевой аллергии при помощи теста активации базофилов[24] и др.;
- Создана биотехнологическая коллекция культур клеток человека, животных, высших растений, водорослей и цианобактерий[25], содержащая эталонные паспортизированные культуры клеток человека, животных и растений, а также их рабочий запас для обеспечения качественным охарактеризованным, стандартизированным клеточным материалом научных и учебных организаций, организаций здравоохранения, в том числе, диагностических лабораторий, фармакологических предприятий, сельскохозяйственных организаций и биотехнологических производств.

## Подготовка кадров[значимость факта?]
- В Институте с 70-х годов прошлого века осуществляется подготовка кадров высшей квалификации аспирантов и соискателей по специальности 03.01.02 («Биофизика»), 03.01.04 («Биохимия»), 03.01.05 («Физиология и биохимия растений»).
- С 2019 г. в Институте открыта специальность 03.03.04 («Клеточная биология, цитология, гистология»);
- C 2021 г. в Институте открыта специальность 14.03.09 («Клиническая иммунология, аллергология»).

## Руководители института в разные годы
- 1973—1984 — Александр Аркадьевич Шлык
- 1984—2010 — Игорь Дмитриевич Волотовский
- 2010—2018 — Людмила Вячеславовна Дубовская
- с 2018 — Андрей Евгеньевич Гончаров